# Amfenac
Amfenac, còn được gọi là axit 2-amino-3-benzoylbenzeneacetic, là một thuốc chống viêm không steroid (NSAID) với axit axetic phân nưa.